# Eduardo Catalano
Eduardo Fernando Catalano (* 19. Dezember 1917 in Buenos Aires, Argentinien; † 28. Januar 2010 in Boston, Massachusetts) war ein argentinischer Architekt. Er entwarf das „Raleigh House“ in North Carolina, USA und die „Floralis Genérica“ in Buenos Aires.

## Leben und Werk

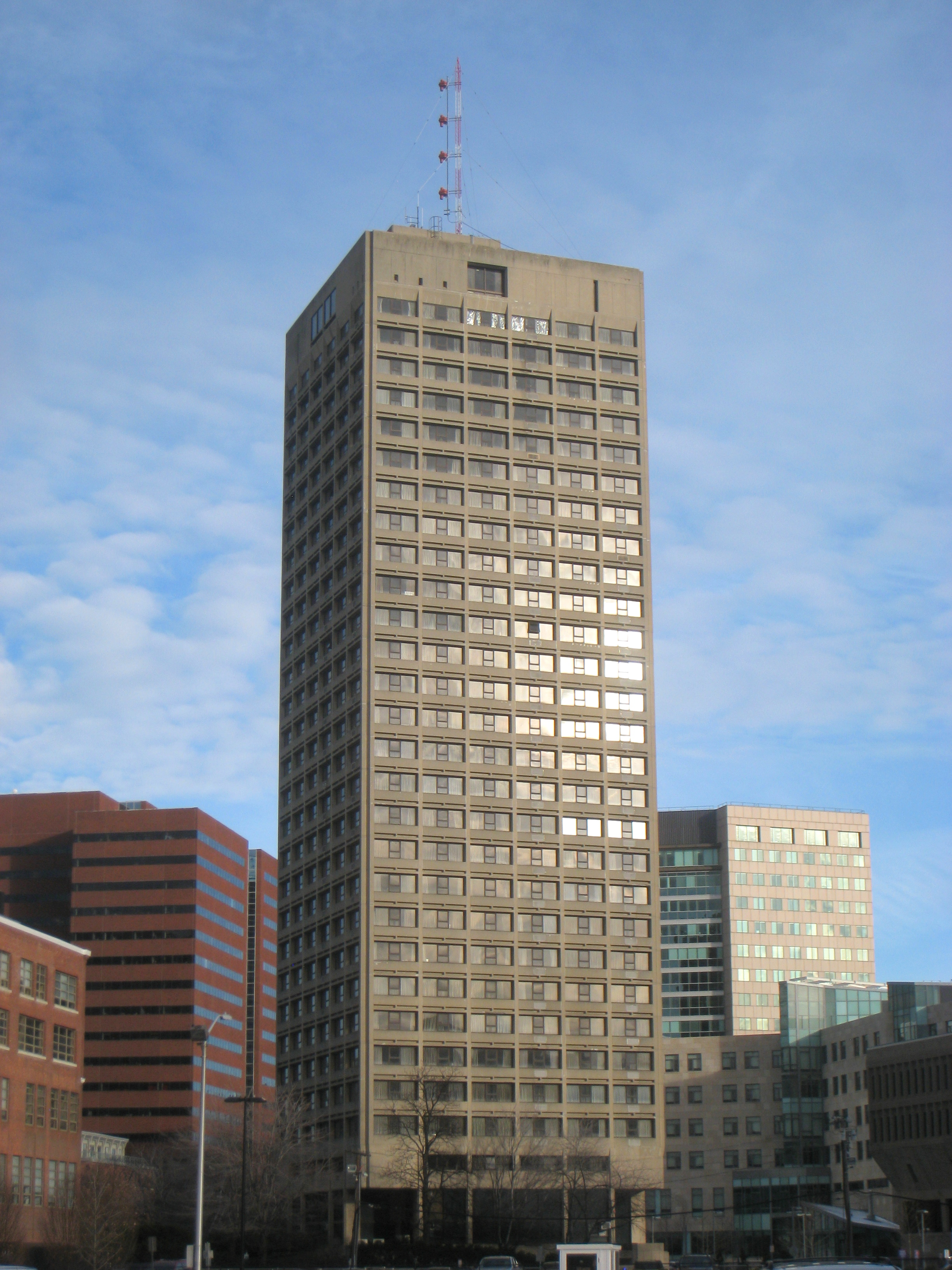
Eastgate MIT

Eduardo Catalano kam mit einem Stipendium in die USA, wo er an den Universitäten von Pennsylvania und Harvard Architektur studierte. Nach seinem zweiten Master-Abschluss lehrte er von 1945 bis 1951 an der Architectural Association in London. Danach ging er in die USA zurück, um eine Professur für Architektur an der School of Design in Raleigh, North Carolina State University anzunehmen. 1956 wechselte er zum MIT, wo er bis 1977 im „Graduate Program“ unterrichtete. Anschließend entschied er sich, „Neue Herausforderungen, die ebenso lohnend sind wie die Lehre, zu entdecken und an ihnen teilzunehmen.“
Catalano hatte „ein Verständnis für die unteilbare Beziehung zwischen Raum und Struktur“, das ihm Lob von Frank Lloyd Wright einbrachte. Dieser schrieb an das „House and Home“-Magazin, nachdem eine Reportage über das „Raleigh House“ (auch Catalano House genannt) gelesen hat: „Es ist so erfrischend zu sehen, dass das Obdach, das wichtigste Element der Wohnarchitektur, so einfallsreich und geschickt gelöst wird wie in diesem Haus von Catalano.“
Catalano verkaufte das Haus, als er nach Cambridge (Massachusetts) zog, um am MIT zu lehren. Jahre der Vernachlässigung führten 2001 schließlich zum Abriss.
Andere Häuser, die von Catalano entworfen wurden, waren die US-amerikanischen Botschaften in Buenos Aires und Pretoria (Südafrika), die Juilliard School of Music in New York City, das Guilford County Courthouse in Greensboro (North Carolina) und das Stratton Student Center am MIT in Cambridge (Massachusetts).

### Geometrische Studien
Das Raleigh House, 1954 erbaut und das bekannteste Bauwerk Catalanos, ist gekennzeichnet durch ein hyperbolisches und parabolisches Dach. Das gebogene Dach wurde aus geraden Nut- und Federelementen konstruiert. Es war Ergebnis von Catalanos geometrischen Studien, die von der University of North Carolina unter dem Titel „Structures of Warped Surface“ veröffentlicht wurden. Die Studien umfassten auch Versuche mit neuen Materialien wie Aluminium und besonders dünnen Beton-Konstruktionen.

### Floralis Genérica

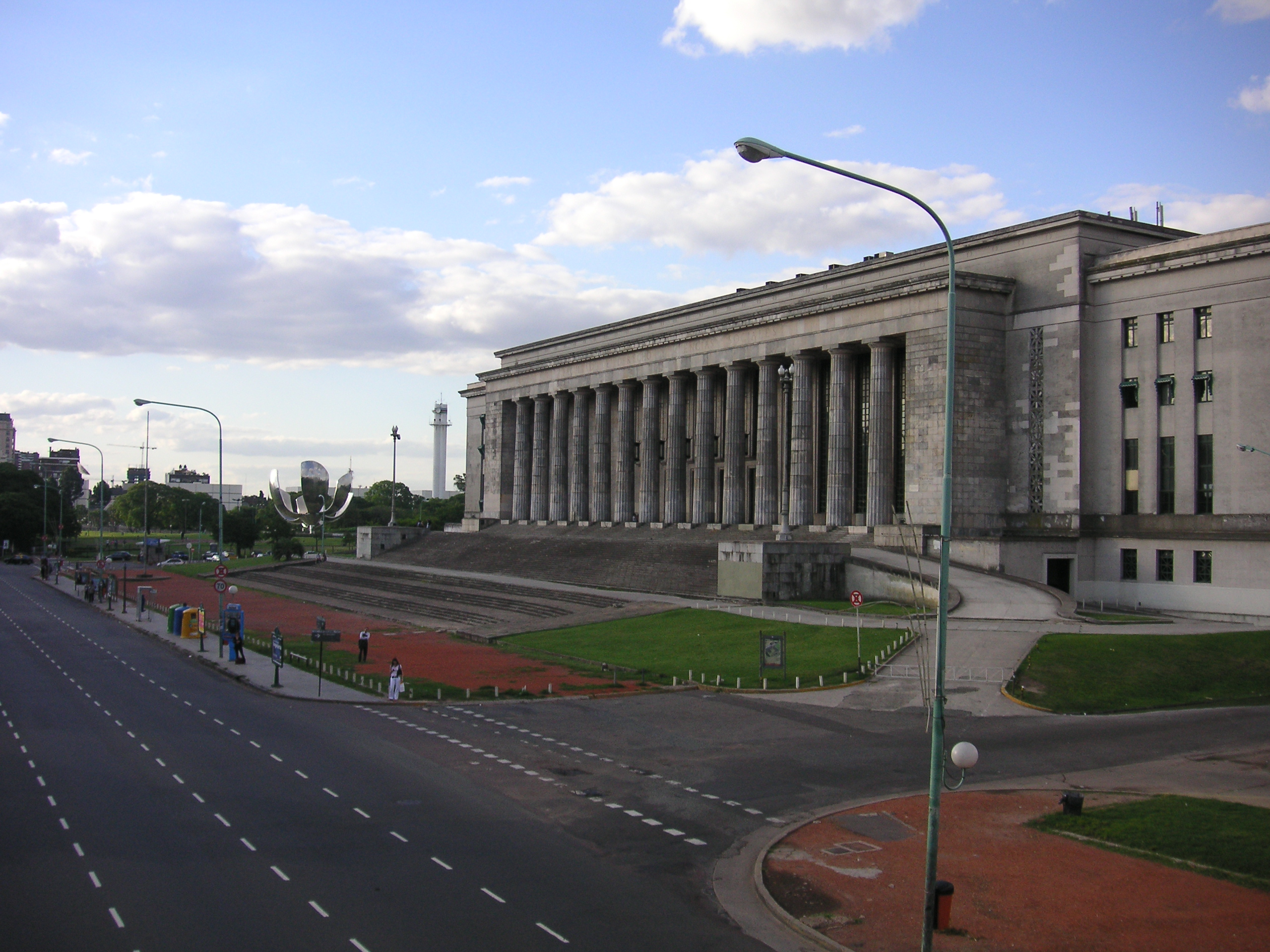
Die Floralis Genérica auf dem Platz der Vereinten Nationen in Buenos Aires

In Recoleta, einem Stadtteil von Buenos Aires, schuf Catalano die Skulptur „Floralis Genérica“ im Parque Thays. Die aus Aluminium bestehende Skulptur stellt eine künstliche Blume dar, ist 20 Meter hoch und wurde 2002 fertiggestellt. Ihre Blütenblätter verschließen sich bei Sonnenuntergang und glühen nachts rot.